# Ndeye Maty Sarr
Ndeye Maty Sarr es una deportista senegalesa que compite en taekwondo. Ganó dos medallas de bronce en el Campeonato Africano de Taekwondo, en los años 2022 y 2023.

## Palmarés internacional
| Campeonato Africano | Campeonato Africano      | Campeonato Africano | Campeonato Africano |
| Año                 | Lugar                    | Medalla             | Categoría           |
| ------------------- | ------------------------ | ------------------- | ------------------- |
| 2022                | Kigali (Ruanda)          | Medalla de bronce   | –53 kg              |
| 2023                | Abiyán (Costa de Marfil) | Medalla de bronce   | –57 kg              |